# Okinava prefektúra
Okinava prefektúra ( 沖縄県; Hepburn: Okinawa-ken, okinavaiul: ウチナーチン Ucsinaa-csin?) a legdélebbi prefektúra Japánban. A Rjúkjú-szigetek több száz szigetét foglalja magába. A Rjúkjú szigetek kiterjedése a délnyugati Kjúsú (a legdélnyugatibb fősziget) szigetétől Tajvanig tart. Ennek a területnek 2/3-a Okinavához tartozik. Naha, Okinava székhelye, a sziget déli részén található.

## Történelem
A legrégebbi emberi maradványok a Rjúkjú szigetekről kerültek elő a kőkorszakból, amit Nahaban és Jaese-ben találtak. Néhány csonttöredék is előkerült, amiről azt állítják, hogy a paleolitikumból származik, de erre nincs elég bizonyíték. Japán a Dzsómon-kortól kezdve befolyással volt a szigetre, habár a Szakisima szigeteken talált agyagedények hasonlóságot mutattak a Tajvanon lévőkkel.
Az első említés a Book of sui-ban történt. A japánok Okinava-ként hivatkoztak a szigetekre, amiről Dzsianzen 779-es életrajzában tesz említést. Agrárkultúrák a 8. században jelentek meg és egészen a 12. századig fejlődtek. A kelet-kínai-tengeren elhelyezkedő szigetek közel voltak Japánhoz, Kínához és délkelet-ázsiához, ebből kifolyólag a rjúkjú királyság virágzó kereskedő nemzetté vált. A 15. században a Ming dinasztia alatt, Kína hűbérese lett, ami megalapozta a gazdasági kapcsolatokat a két nép között.
1609-ben a Kagosima prefektúrát uraló simazu klán megszállta a rjúkjú királyságot. Szacuma tartomány és a tokugava sogunátus rákényszerítették őket a hűbéri viszonyra, mialatt Kínának már hűbérese volt. A terület megszerzésével a szacuma klán tekintélyes vagyonra tett szert.
Az erős befolyás ellenére 200 évig sikerült szabad politikát folytatniuk. A meidzsi restauráció után 4 évvel a japán kormány katonai segítséggel hivatalosan is magához csatolta Rjúkú-han néven. Csak 1879-ben lett a Rjúkú-han-ból Okinava prefektúra , míg többi han már 1872-ben megkapta ezt a rangot. 1912-ben szerezték meg a jogot, hogy képviselőket küldjenek az országgyűlésbe.

### 1945-1965

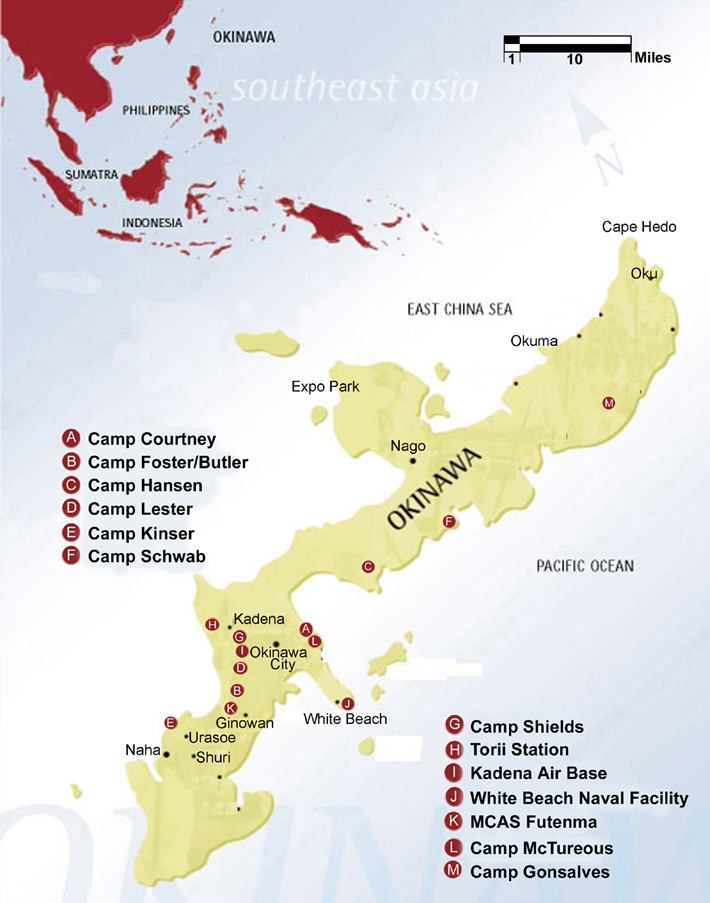
Amerikai katonai bázisok fekvése Okinava szigetén

A második világháború végéhez közeledve, 1945-ben az amerikai hadsereg és a tengerészgyalogság Okinavát 185 000 emberrel szállta meg. A civilek harmadát megölték. A lakosság negyede az okinavai csatában esett el. Mindkét oldalon az elesettekre a béke sarokköve napon emlékeznek meg. A második világháború után a rjúkú függetlenségi mozgalom erősödött fel. Ez alatt Okinava az USA katonai kormányának a katonai központjává vált 27 évig. A „gyámkodás” alatt az Egyesült Államok több katonai bázist hozott létre a szigeteken.
A koreai háború alatt a Kadone légibázisról B-29-es gépek bombázták Koreát. A hidegháború alatt nőtt az összetűzések száma a helyi lakosság és a katonák között. Az 1952-es Amerikai-japán biztonsági egyezményben megállapodtak az amerikai katonai jelenlétről.
1960-tól az USA megegyezett Japánnal, hogy titkosan nukleáris fegyvereket telepít a japán kikötőkbe. A japánok ellenezték a fegyverek behozatalát, mivel ez szembe menne az antinukleáris politikájukkal. A fegyverek nagy részét a Kadone bázison tárolták. 1954 és 1972 között 19 különböző nukleáris fegyvert telepítettek Okinavára.

### 1965-1972 (vietnámi háború)
1965 és 1972 között Okinava kulcsfontosságú pont volt az amerikaiaknak. A háborút nem támogatók politikai törekvéseiket összekapcsolták azzal, hogy Okinava kerüljön vissza Japánhoz. A háború kiélezte a különbségeket az USA és Okinava között, de egységesség alakult ki a szigetek és Japán között.
Vita kerekedett ki az állítólagosan kihelyezett nukleáris fegyverekről. Pánikot keltett az a gondolat, hogy a háború esetleg átterjedhet Okinavára. A politikai vezetők, mint Oda Makoto, kulcsfigurája a Beherien mozgalomnak, hitte, hogy Okinava visszatérése Japánhoz lenne a kulcsa annak, hogy az USA ne vonja be Japánt a vietnámi háborúba. 1967-es beszédében Oda kritizálta Szató főminiszternek az egyoldalú amerikai támogatását a háborúval kapcsolatban. „Reálisan mindannyian bűnösök vagyunk a vietnámi háborúban.” A beherien antiháborús mozgalommá alakult. Szórólapokat osztottak a katonáknak, tengerészeknek, felhívva ezzel a figyelmet egy esetleges harmadik világháborúra.
Okinava gócpontja lett az antiháborús érzelmeknek. 1969-től kezdve 50 000 amerikai katona tartózkodott a szigeten, akiknek kiváltságaik voltak a helyi lakossággal szemben. Az Egyesült Államok Védelmi Minisztériuma Okinavát „a béke mérföldköve”-ként nevezte meg. 1969-ben vegyi fegyverek kerültek az USA raktárába Csibana-ban, Okinava centrumába, a Vörös kalap hadművelet néven. Ezért a lakosságot 2 hónapra evakuálták.

### 1973-2006
1995-ben egy amerikai katona megerőszakolt egy 12 éves okinavai lányt, ami hatalmas tüntetéseket váltott ki Okinaván. Ennek eredményeképp a média lefestette egy megújított rjúkú függetlenségi mozgalmat.
Az 1997-ben nyilvánosságra hozott dokumentumokból kiderült, hogy stratégia és taktikai fegyvereket tárolnak Okinaván. 1992 és 2002 között a Japan Times és az Okinawa Times nyilvánosságra hozta, hogy nem minden fegyvert távolítottak el Okinaváról. 2005. október 25-én, sok éves tárgyalás után az USA kormánya és Japán hivatalosan is elfogadta, hogy eltávolítsák az amerikai bázist a sűrűn lakott Ginovan-ról, az északibb Nago-ba. Ez a lépés próbálta enyhíteni a helyzetet a civilek és a katonák között.

### 2007-től napjainkig
Az Okinawa Times 2007-es közvélemény kutatása szerint az okinavaiak 85% ellenezte az USA katonai jelenlétét. Ennek oka a zajszennyezettség, amit a katonai gyakorlatokkal okoznak. 73,4%-a a japán lakosságnak elfogadta a biztonsági megegyezést. Az aashi shimbun-féle közvélemény kutatás szerint az okinavaiak 43%-a akarta, hogy minden katonai bázist zárjanak be, 42%-a, csak csökkentést akart és 11%-a akarta a status quo fenntartását.
2008 elején az USA minisztere, Condoleezza Rice bocsánatot kért a sorozatos bűncselekményekért, amikben az amerikai csapatok is érintettek voltak. Belevéve egy 14 éves fiatal lány megerőszakolását. A katonaság 24 órás kijárási tilalmat kapott, hogy ezzel enyhítsék a kialakult helyzetet. Érdekesség, hogy néhány bűnügyi statisztika szerint a katonaság kevesebb bűncselekményt követett el, mint az okinavai lakosság. Ezek viszont nem megbízhatóak, mivel a nők ellen elkövetett erőszakok nem kaptak nagy figyelmet.
1972 és 2009 között 5634 bűncselekmény történt. Ezek közül 25 gyilkosságot, 385 betörést, 25 gyújtogatást, 127 nemi erőszakot, 306 támadást és 2827 lopást követett el amerikai katonai vagy polgári szolgálatot teljesítő személy.

## Földrajz

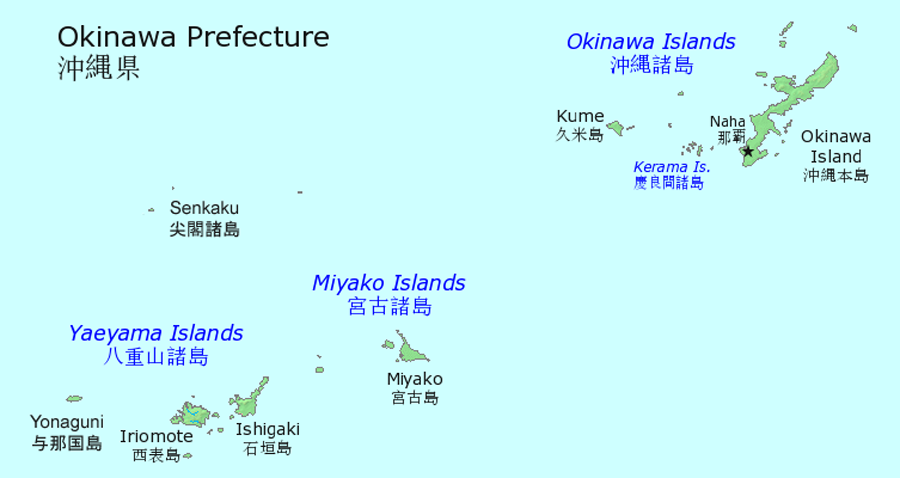
Okinava prefektúra térképe

### Fő szigetek
Okinava prefektúra lakott szigetei 3 részre oszthatók. Délnyugatról északkelet felé haladva ezek a következők:
|  |                                                                |                             |                                                                           |
|  | - Jaejama-szigetek: - Iriomote - Isigaki - Jonaguni - Hateruma | - Mijako-szigetek: - Mijako | - Okinava-szigetek: - Kerama-szigetek - Okinava - Kume-dzsima - Ie-dzsima |

### Városok

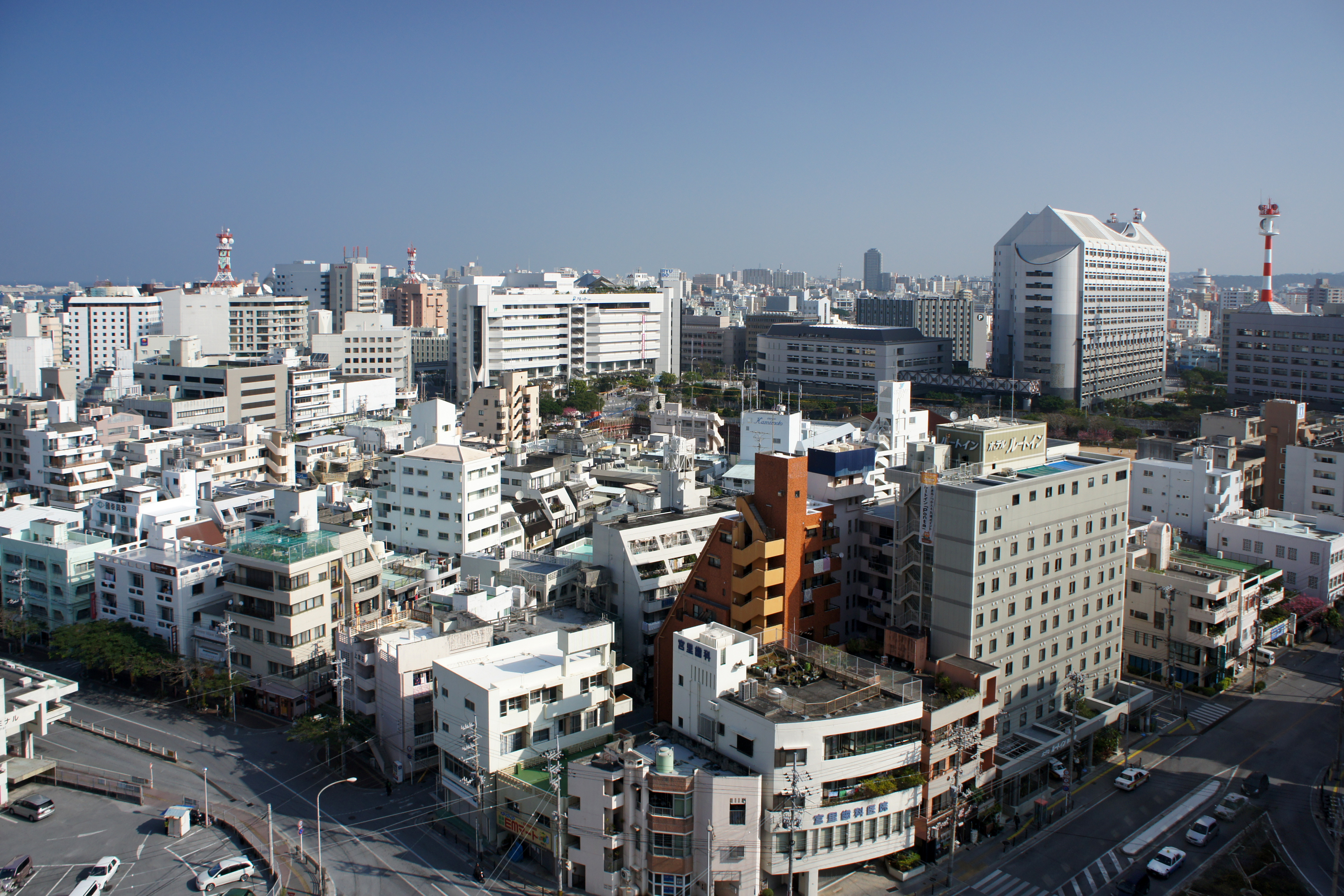
Naha

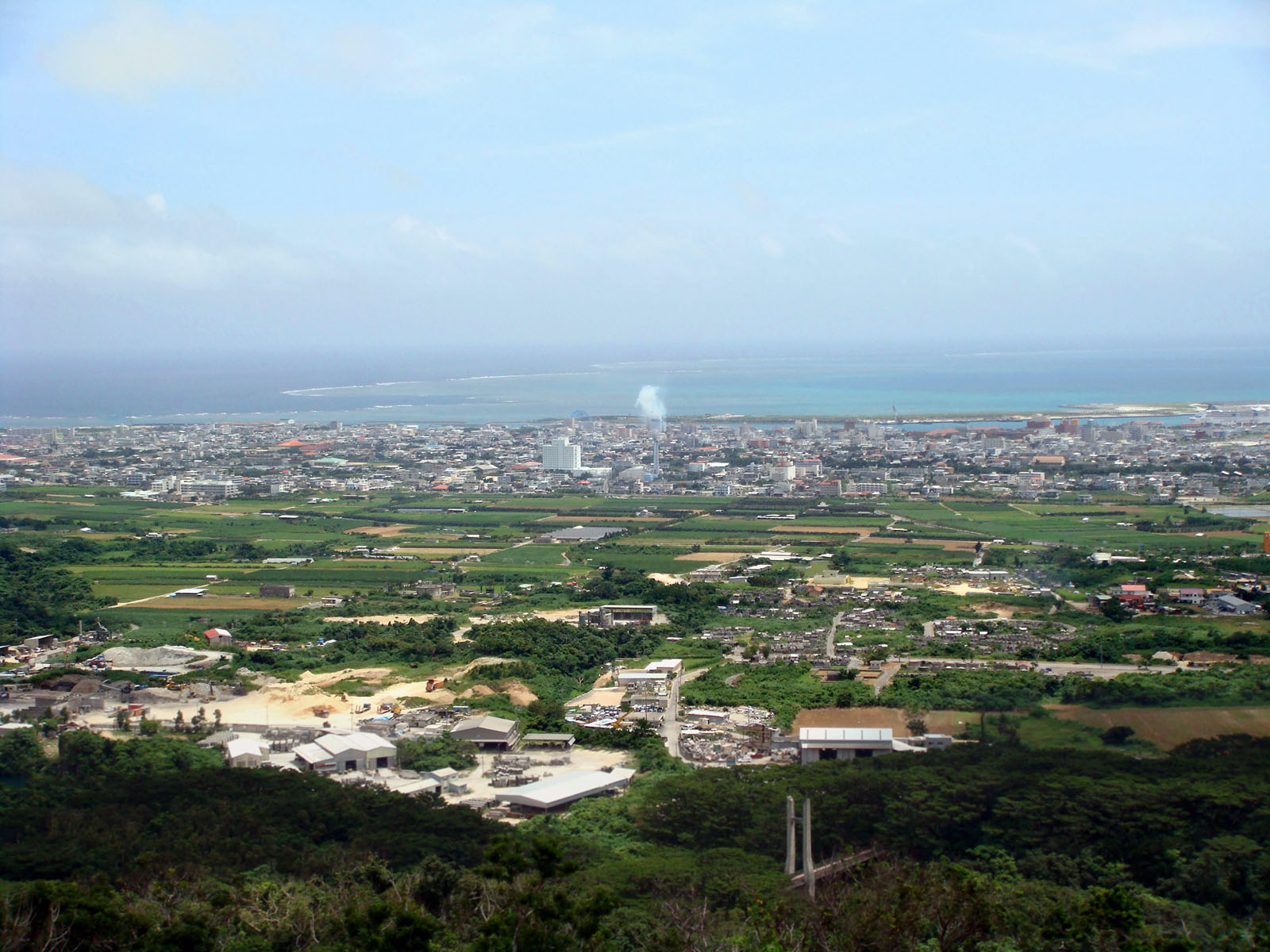
Isigaki

11 nagyváros van Okinava prefektúrában:
| - Naha (főváros és prefektúra központ) - Ginovan - Isigaki - Itoman - Mijakodzsima |  | - Nago - Nandzsó - Okinava |  | - Tomiguszuku - Uraszoe - Uruma |

### Nemzeti parkok
2008. március 31-én a prefektúra 19%-a volt megjelölve, mint nemzeti park. Név szerint Iriomote-Isigaki nemzeti park; Okinava Kaigan és Okinava Szenszeki Quasi-nemzeti parkok; és Irabu, Kumedzsima, és Tonaki prefektusi nemzeti parkok.

### Állatvilág
A szigeteken élnek dugongok, amik veszélyeztetett tengeri emlősök, akik kapcsolatban állnak a lamantinokkal. Irimote az otthona az egyik legritkább és legveszélyeztetettebb macska félének, az irimotei macskának. A terület szintén otthona számos hüllő és növény fajnak. Korallzátonyt is találtak ezen a területen, aminek próbálják biztosítani a fennmaradását. A tengeri teknősök évről évre visszatérnek Okinava déli részére, hogy lerakják tojásaikat. A nyári hónapokban az úszókat figyelmeztetik a medúzák és más tengeri élőlények jelenlétére.

### Növényvilág
Okinava fő termése a cukornád, az ananász, a papaja és más trópusi gyümölcsök.

### Geológia
Az esővíz által vájt barlangok fontos szerepet játszottak az okinavai csatában. Mészkő barlang található Okinava déli részén.

### Klíma
Az év nagy részében a hőmérséklet 20 °C fölötti. Északon a szubtrópusi éghajlat a jellemző, mint például Okinaván. Délen az egyenlítői éghajlat a jellemző. Okinava szigetét bőséges korallzátonyok veszik körül. A világ legnagyobb kék korall zátonya Isigaki szigetén található. A hóesés nagyon ritka, azonban 2016. január 24-én havasesőt jelentettek Nago területéről.

## Demográfia
Okinava prefektúra korfája 2003 október 1-én.

(száz per fő)
| Kor   | Népesség |
| ----- | -------- |
| 0–4   | 84       |
| 5–9   | 85       |
| 10–14 | 87       |
| 15–19 | 94       |
| 20–24 | 91       |
| 25–29 | 97       |
| 30–34 | 99       |
| 35–39 | 87       |
| 40–44 | 91       |
| 45–49 | 96       |
| 50–54 | 100      |
| 55–59 | 64       |
| 60–64 | 65       |
| 65–69 | 66       |
| 70–74 | 53       |
| 75–79 | 37       |
| 80 +  | 55       |

Okinava prefektúra korfája, nem szerint, 2003 október 1-én

(száz per fő)
| Férfi | Kor   | Nő |
| ----- | ----- | -- |
| 43    | 0–4   | 41 |
| 44    | 5–9   | 41 |
| 45    | 10–14 | 42 |
| 48    | 15–19 | 46 |
| 46    | 20–24 | 45 |
| 49    | 25–29 | 48 |
| 49    | 30–34 | 50 |
| 43    | 35–39 | 44 |
| 46    | 40–44 | 45 |
| 49    | 45–49 | 47 |
| 52    | 50–54 | 48 |
| 32    | 55–59 | 32 |
| 32    | 60–64 | 33 |
| 32    | 65–69 | 34 |
| 24    | 70–74 | 29 |
| 14    | 75–79 | 23 |
| 17    | 80 +  | 38 |

## Nyelv és kultúra

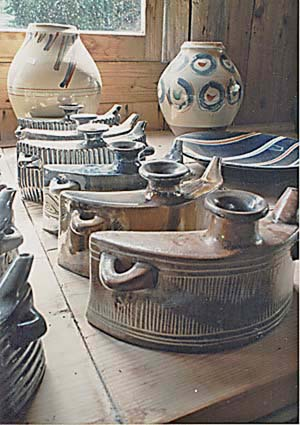
Avamori edények

### Nyelv
Hat rjúkjú nyelv maradt meg, ami érthetetlen a japánok számára, habár megfontolták, hogy felvegyék a japán nyelvek közé. Ezek a nyelvek hanyatlanak, mivel a fiatalok a japán nyelvet használják, nyelvjárásként tekintenek a nyelvükre. Hivatalos helyzetekben a japán nyelvet használják, de a mindennapokban a 60 év alattiak, a hangsúlyos japán nyelvet használják. A hagyományos okinavai nyelvet a kulturális eseményeken például népzenéknél és néptáncoknál használják.

### Vallás
Az okinavaiak a hagyományos rjúkú vallási hiedelmekben hisznek, amibe beletartozik az ősök, az élet, a halál, az istenek és a természet tisztelete.

### Kultúra
Az okinavai kultúra magán viseli a kereskedelmi kapcsolatainak a nyomait. Találhatunk kínai, thai és ausztrál hatásokat. Talán a leghíresebb export termékük a karate, ami a szoros kínai kapcsolatok miatt alakult ki. A karate a kung fu és a tradicionális okinavai harcművészet szintézise. Másik okinavai termék a kapcsolatokból fakadóan az avamori(alkohol), ami Thaiföldről érkezett rizsből készül.
Híres hangszerük a szansin. Ez a hangszer közeli kapcsolatban áll a kínai sanxianal és az ősi japán samiszennel, ami a bendzsóhoz hasonló. Ennek a hangszernek a kötését gyakran piton bőrrel oldották meg, amit Ázsiából importáltak, mivel az őshonos kígyók túl kicsik voltak erre a célra. Hagyományos dobtáncuk az eisza.
Az okinavai diéta alacsony zsír és sótartalmú ételekből, zöldségekből és gyümölcsökből áll. A kék zónának nevezett szigeten élnek a legtovább az emberek a világon. Ennek a lehetséges magyarázata a diéta, a stressz nélküli életmód és a lakók szellemisége.

### Építészet

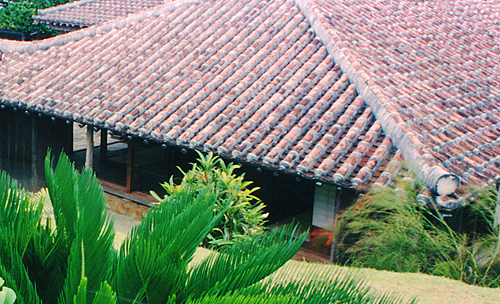
Hagyományos okinavai ház

A második világháborús pusztítások ellenére is rengeteg egyedi típusú kastély és erőd maradt fenn. Ilyen például guszuku, amit felvettek az UNESCO világörökségi listájára. Továbbá 21 rjúkú komplexumot és 36 emlékművet vett védelme alá a kormány.
Japánban a legtöbb ház fából készült és a levegő szabadon áramlik bennük, hogy a párásodást gátolják. Az okinavai házak betonból készülnek megerősített ablakokkal, hogy kibírják a gyakori tájfunokat.
A legtöbb tetőszerkezet oroszlán vagy sárkány szoborra emlékeztet. Ezt sisza-nak nevezik, ami védi a házat az ártó szellemektől. A tetők általában piros színűek, amit a kínai kultúra ihletett.

### Oktatás
A nyilvános iskolákat az okinavai oktatási testület ellenőrzi. A testület több nyilvános középiskolát üzemeltet. Rengeteg fajta magániskola is van. Tíz egyetem van Okinaván. Ezek között szerepel a rjúkú egyetem, ami az egyetlen nemzetközi egyetem a prefektúrában.

## Gazdaság

### Amerikai hadsereg

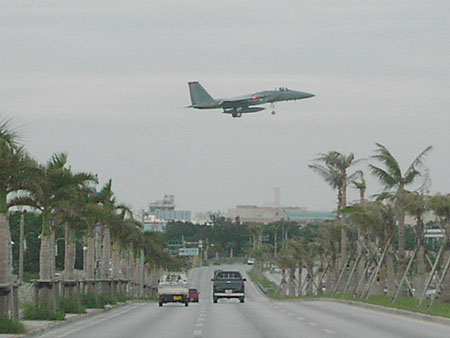
Katonai repülőgép Okinava szigetén, a Kadena légibázisnál

A katonai állomásokat az USA és Japán finanszírozza. Ezek a bázisok munkát biztosítanak az ott élőknek. 2011-ben az amerikai katonaság 9800 japánt foglalkoztatott Okinaván. Ezek a bázisok egy 2012-es felmérés szerint a gazdaság 4-5%-át teszi ki. 1997-ben Kodzsi Taira bírálta az amerikai jelenlétet, mivel az okinavai szigetek 20%-át foglalták el és ezzel 15%-ot vesznek el a gazdaságtól. A japán kormány évente 10 milliárd jen-t fizet a prefektúrának, hogy ezzel kompenzálják az amerikai jelenlétet. Egy 2005-ös jelentés szerint az USA és Japán 1,9 milliárddal támogatta a gazdaságot.

## Fordítás
- Ez a szócikk részben vagy egészben a Okinawa Prefecture című angol Wikipédia-szócikk ezen változatának fordításán alapul.  Az eredeti cikk szerkesztőit annak laptörténete sorolja fel. Ez a jelzés csupán a megfogalmazás eredetét és a szerzői jogokat jelzi, nem szolgál a cikkben szereplő információk forrásmegjelöléseként.